# Robert Taurand
Robert Taurand, né le 9 mars 1919 à Montbéliard (Doubs) et mort le 19 juillet 2018 à Montreuil (Seine-Saint-Denis), est un officier supérieur fortement investi dans le sport cycliste, les courses pédestres sur route et la défense de l’éthique sportive.

## Biographie
Robert Taurand, né le 9 mars 1919, est pupille de la Nation. Engagé volontaire à 18 ans il est marié et père de 3 enfants. Il meurt le 19 juillet 2018 à Montreuil. Lors de la célébration de ses obsèques, le 27 juillet 2018 en l'église Saint-Germain de Gagny, les honneurs militaires lui sont rendus sur le parvis.

## Carrière militaire
Robert Taurand commence sa carrière militaire à 18 ans au 95e régiment d'infanterie de Bourges en 1937. Il est sergent-chef en 1940 quand il est fait prisonnier. Envoyé au Stalag XII-D il s'en évade dès le 19 octobre et rejoint rapidement l'armée d'armistice en zone libre avant d'être démobilisé en 1942. Repassé ensuite en zone occupée il s'engage dans le réseau de la Garde républicaine de la résistance parisienne.
Dès la libération de Paris il intègre le commando de Paris, futur 2e bataillon de choc, créé en août 1944 par le commandant Guy de Gayardon de Fenoyl au lycée Janson-de-Sailly. Avec cette unité il rejoint la 1re armée et complète son instruction au camp du Valdahon avant d'être engagé dans la poche de Colmar où le bataillon enlève la ville de Richwiller le 24 janvier 1945. Il participe ensuite à la campagne d'Allemagne.
Après un passage par Coëtquidan, il sert ensuite de 1948 à 1951 en Cochinchine comme commandant du 1er bataillon de marche d'Extrême-Orient (BMEO) puis de 1953 à 1955 au Tonkin où il commande une compagnie du 5e régiment étranger d'infanterie (5e REI). Il rejoint ensuite l'Algérie en débarquant à Tunis le 28 juin 1955 avec la 13e demi-brigade de Légion étrangère (13e DBLE). Robert Taurand y poursuit sa carrière dans les compagnies méharistes sahariennes où il commande la 6e compagnie de Touggourt de 1959 à 1962.
À son retour en France métropolitaine, après avoir commandé divers services des sports d'écoles de cadres, le commandant Taurand est nommé à la tête du bataillon de Joinville (BJ) de 1967 à 1969. Il prend sa retraite avec le grade de lieutenant-colonel en 1971.

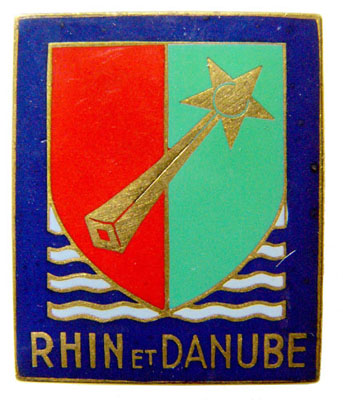
Insigne de la 1re armée.
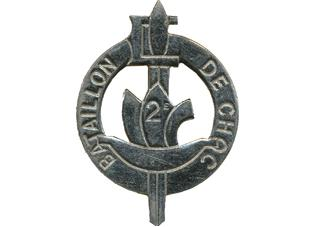
Insigne du 2e bataillon de choc.
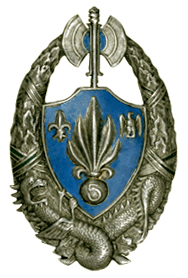
Insigne du 5e REI.
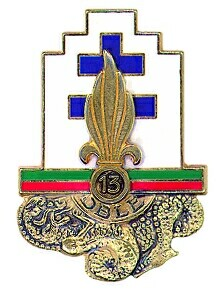
Insigne de la 13e DBLE.
Ancien écusson du BJ.

Robert Taurand préside le comité de la Seine-Saint-Denis de la fondation maréchal de Lattre de Tassigny. Membre de l'Amicale des anciens de la Légion étrangère de Paris depuis de longues années, il vient régulièrement à Aubagne pour la fête de Camerone.

## Le sport

### Le cyclisme
À son départ à la retraite, Robert Taurand accepte la charge de secrétaire général des organisations sportives des journaux L'Équipe et Le Parisien. Durant 18 années, il est impliqué dans toutes les grandes classiques françaises (Paris-Roubaix, Paris-Tours, Bordeaux-Paris) et assume la responsabilité technique des courses les plus prestigieuses :
- directeur du tour de l'Avenir et pendant 5 ans du tour de France féminin ;
- secrétaire général du tour de France de 1972 à 1989[13],[14].

Il est vice-président de la société des amis du Tour de France depuis 1985.

### Autres engagements nationaux
Outre le cyclisme, Robert Taurand s'implique également dans les épreuves de marche à pied dont celle de Paris-Strasbourg, devenue Paris-Colmar, qu'il dirige de 1971 à 2001 soit pendant 30 ans.
Fortement attaché à l'éthique sportive, Robert Taurand est vice-président de la Fédération nationale des Joinvillais (FNJ) et du Comité français Pierre-de-Coubertin.

## Hommages
En 1954, le colonel Boulanger, commandant le 5e régiment étranger d'infanterie, note le capitaine Taurand comme suit : « Magnifique entraîneur d'hommes dont les vertus guerrières ont été sanctionnées par la croix de la Légion d'honneur à titre exceptionnel. Commande depuis huit mois une compagnie de Légion en opérations. Est pour sa troupe "le Seigneur" que l'on aime et admire. Haute conception de son devoir ».

## Notoriété et distinctions
Robert Taurand est : 
- grand officier de la Légion d'honneur le 6 novembre 2009[11] ;
- grand officier de l'ordre du Mérite le 10 octobre 1992[17] ;
- titulaire de la croix de guerre 1939-1945 avec 2 citations ;
- titulaire de la croix de guerre des Théâtres d'opérations extérieurs (TOE) avec 4 citations ;
- titulaire de la croix de la Valeur militaire avec 3 citations ;
- titulaire de la médaille des évadés ;
- titulaire de la croix du combattant volontaire de la Résistance ;
- titulaire de la croix du combattant ;
- titulaire de la médaille de reconnaissance de la Nation.

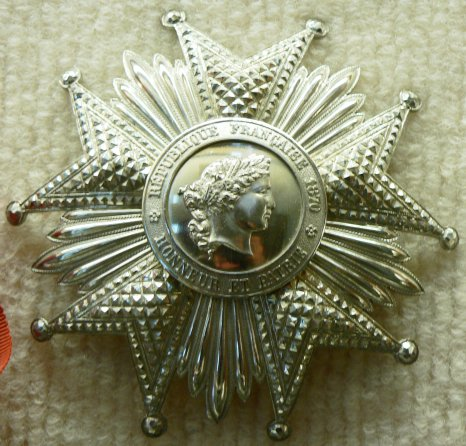
Plaque de grand-officier de la Légion d’honneur.
Ruban de grand officier de l'ordre du Mérite.
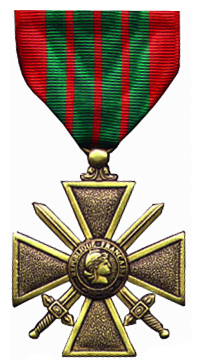
Médaille de la croix de guerre 1939-1945.
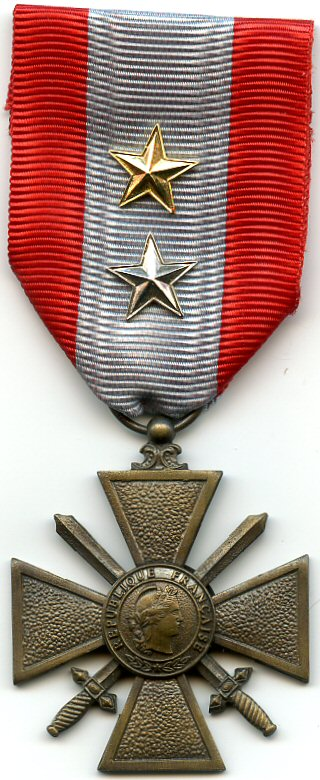
Croix de guerre des TOE.
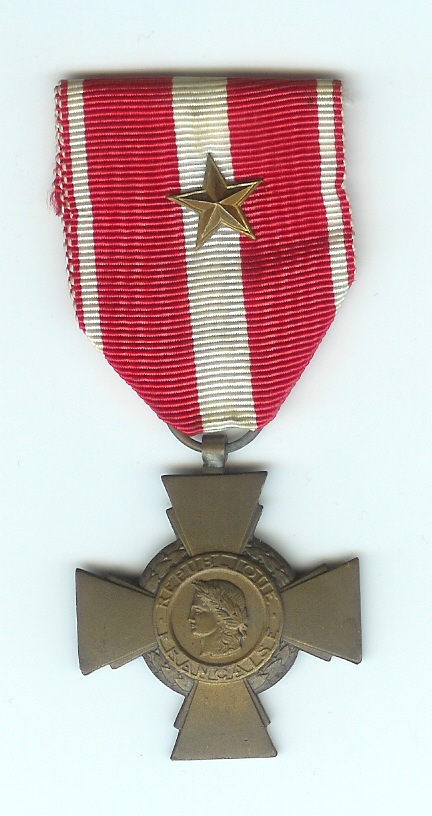
Croix de la valeur militaire.

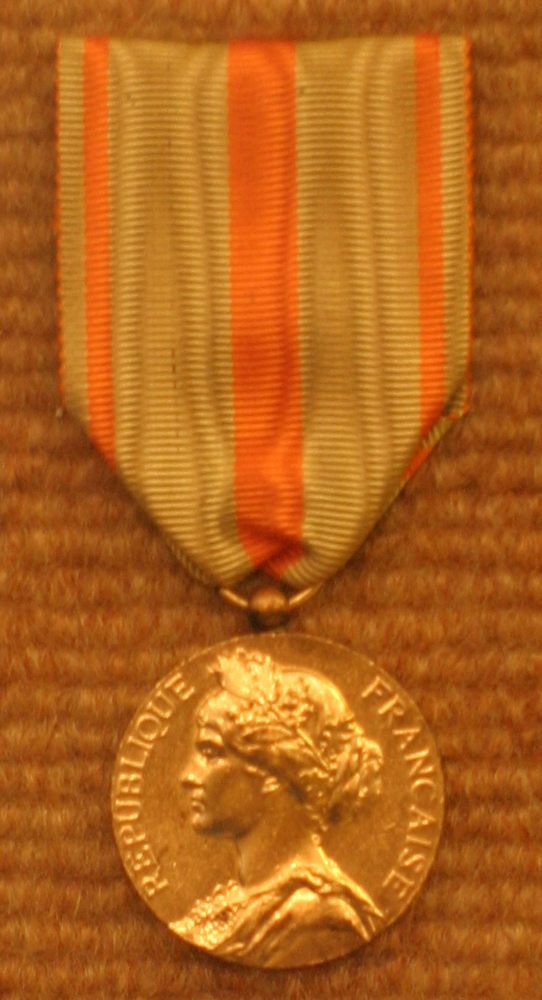
Médaille des évadés.
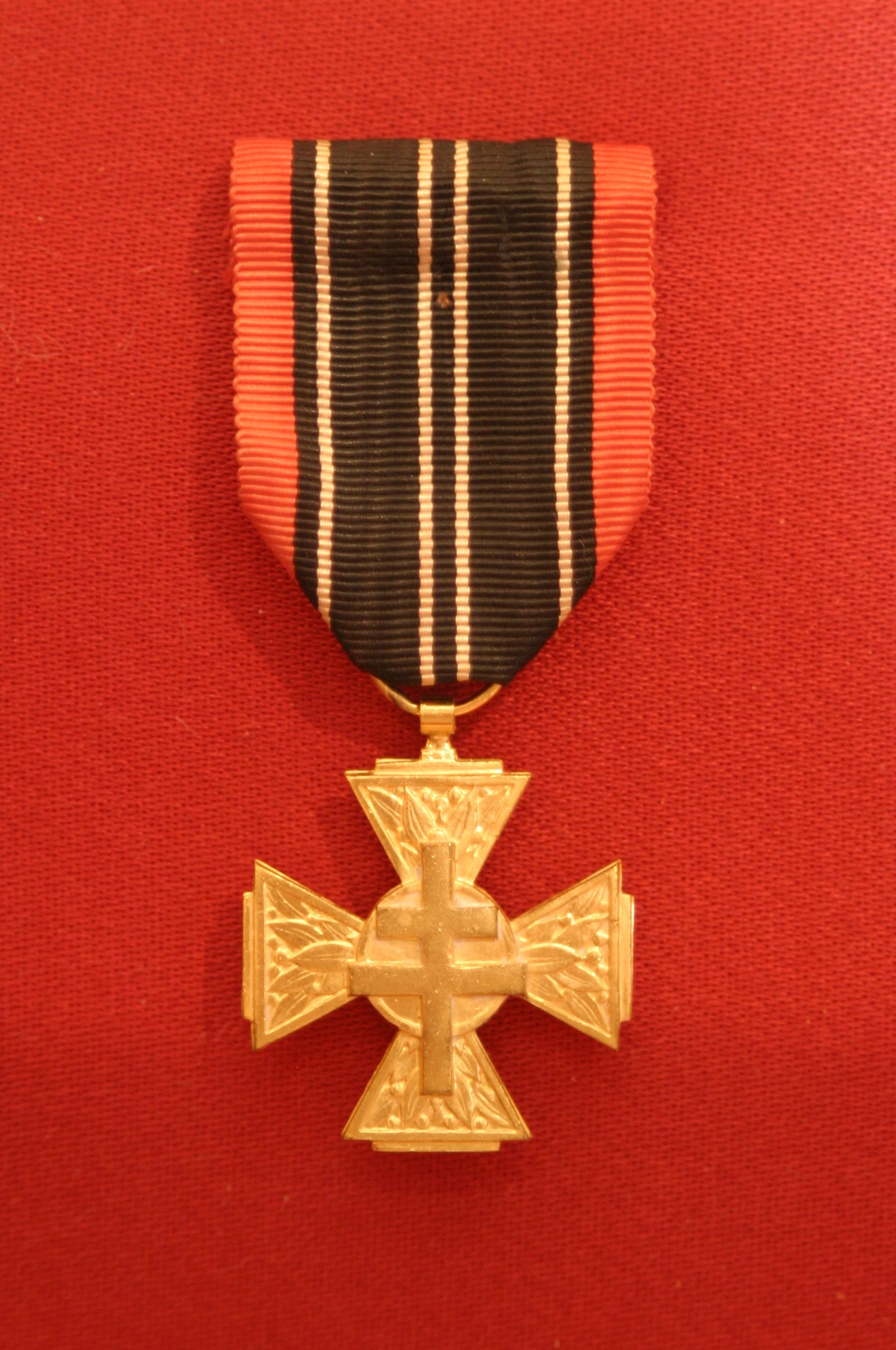
Croix du combattant volontaire de la Résistance.
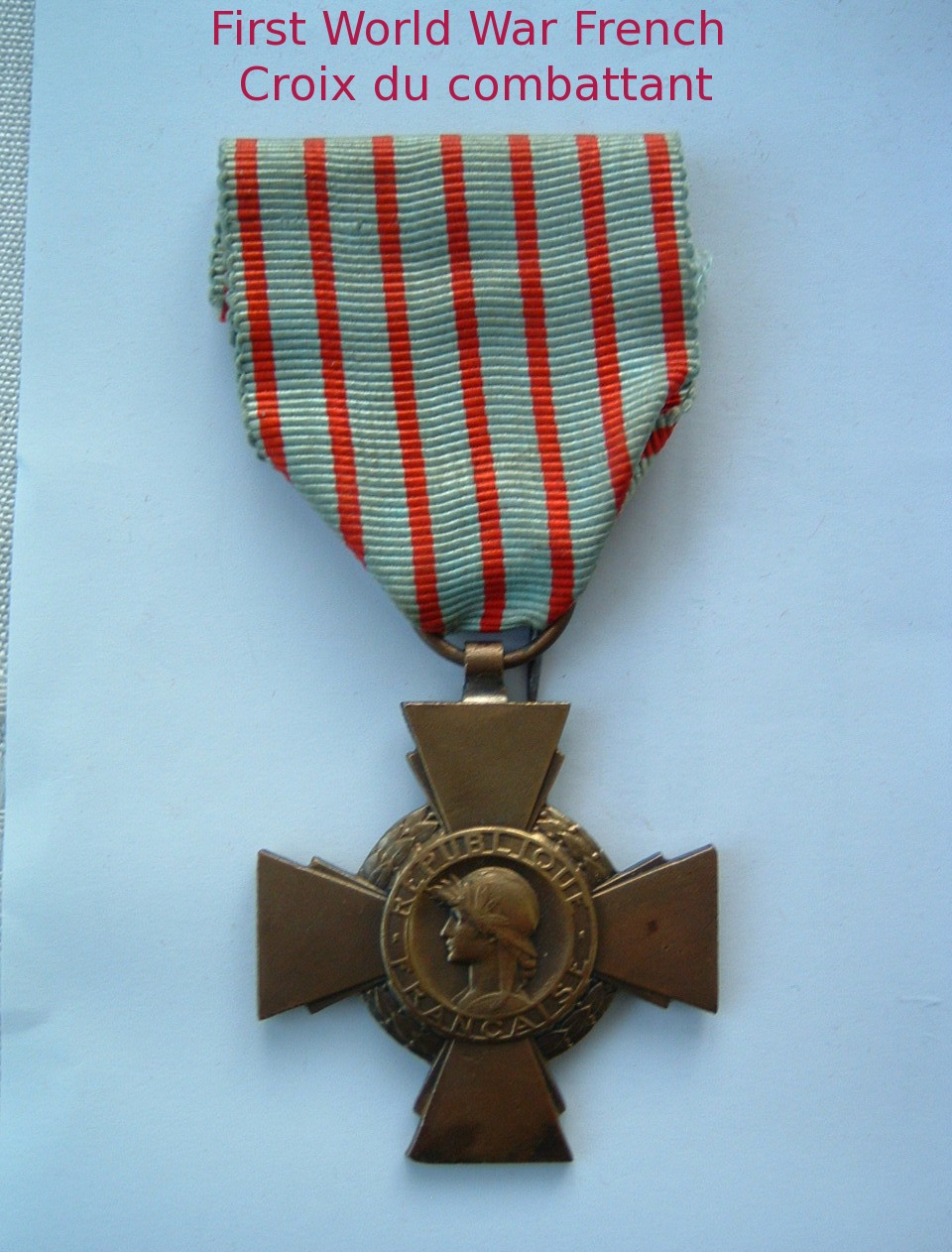
Médaille de la croix du combattant.
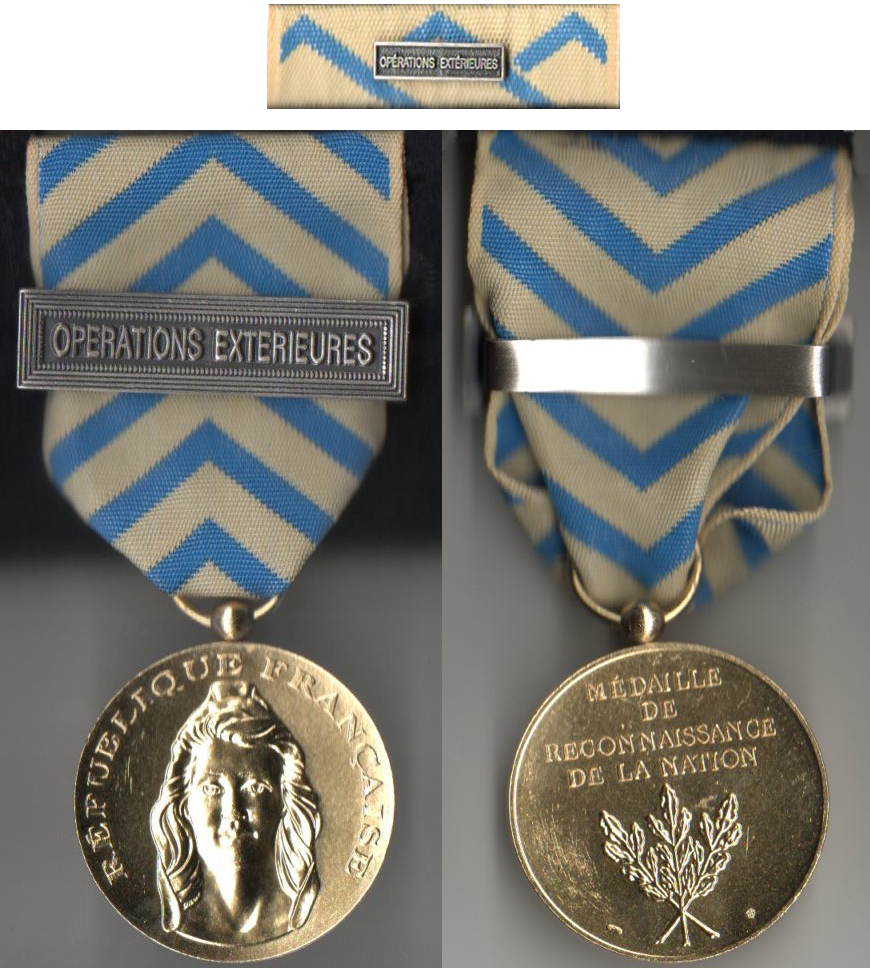
Médaille de reconnaissance de la Nation.

En 2004, la 159e promotion du bataillon d'Antibes prend le nom de Robert Taurand.
Au titre de ses engagements civils, le colonel Taurand est :
- officier des palmes académiques ;
- titulaire de la  médaille d’or de la   jeunesse et des sports.

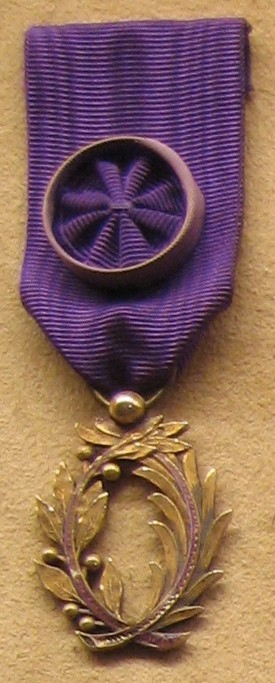
Médaille d'officier des palmes académiques.
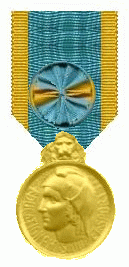
Médaille d’or de la   jeunesse et des sports.

Il est également titulaire de nombreuses médailles commémoratives tant à titre civil que militaire et son engagement local à Gagny — et de façon plus générale dans son département de la Seine-Saint-Denis — est bien reconnu.